# Ian Graeme Barbour
Ian Graeme Barbour (* 5. Oktober 1923 in Peking; † 24. Dezember 2013 in Minneapolis) war ein US-amerikanischer Wissenschaftsphilosoph und Theologe. Er gilt als Begründer des interdisziplinären Fachs Wissenschaft und Religion (engl. Science and Religion).

## Leben
Ian G. Barbour wurde 1923 in Peking geboren und verbrachte seine Kindheit in China, England und den USA. Er studierte Physik an der Duke University in Durham in North Carolina und später Theologie an der Yale University in New Haven in Connecticut. 1955 gründete er  das Department of Religion am Carleton College in Northfield in Minnesota und unterrichtete daneben noch Physik.
In den 1960er Jahren erarbeitete Barbour eine wissenschaftliche Methodologie zur Erforschung des Verhältnisses zwischen Naturwissenschaft und Religion. Sein 1966 veröffentlichtes Werk Issues in Science and Religion gilt als Grundstein des akademischen Fachs „Wissenschaft und Religion“. Zudem veröffentlichte er mehrere Werke über Ethik und moderne Technologie.
1986 wurde er emeritiert.
Im Jahr 1999 erhielt Barbour den Templeton-Preis für sein Buch Progress in Religion. Eine Million des Preisgeldes von 1,26 Millionen US-Dollar stiftete er an das Center for Theology and Natural Sciences an der Graduate Theological Union in Berkeley.

## Schriften
- Issues in Science and Religion. 1966.
- Science & Religion. 1968.
- Science & Secularity: The Ethics of Technology. 1970.
- Myths, Models and Paradigms. 1974, ISBN 0-334-01037-3.
- Religion in an Age of Science. 1990, ISBN 0-06-060383-6.
- Vorwort in Religion & Science: History, Method, Dialogue. 1996, W. Mark Richardson (Hrsg.), Wesley J. Wildman (Hrsg.), ISBN 0-415-91667-4.
- Religion and Science: Historical and Contemporary Issues. 1997, ISBN 0-06-060938-9.
- When Science Meets Religion. 2000, ISBN 0-06-060381-X.